# Wok hei

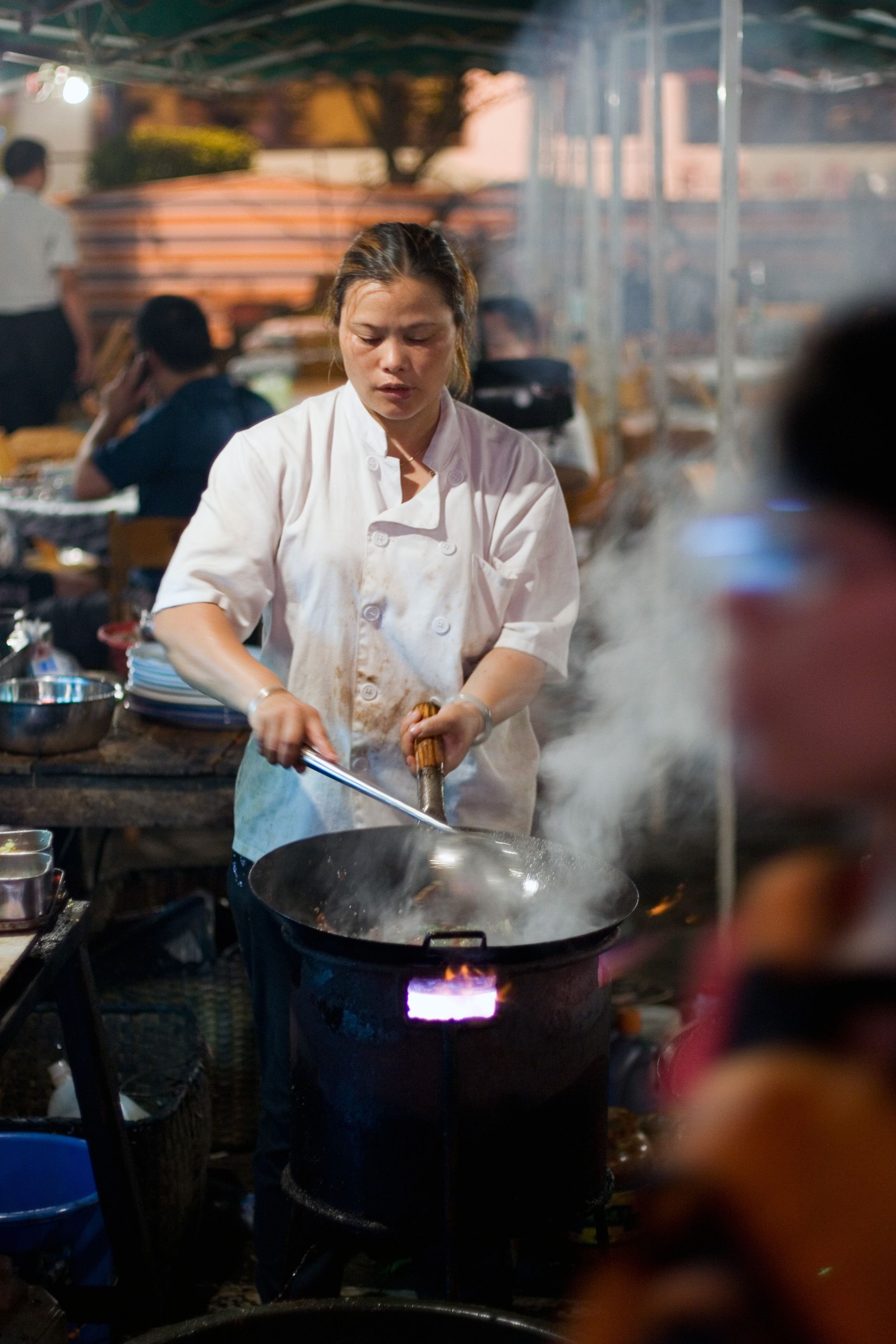
Wok hei ejecutado por una cocinera.

El wok hei (en cantonés, en caracteres chinos tradicionales: 鑊氣，jyutping: wok6 hei3, y caracteres chinos simplificados: 镬气; en chino mandarín y caracteres chinos simplificados 锅气, pinyin: guōqì) es una palabra en cantonés que se emplea para describir el movimiento del wok al hacer stir frying con los alimentos con el objeto de repartir su sabor, sus aromas y "esencias" durante el cocinado. La palabra hei (se trata de una romanización basada en el chino cantonés) es equivalente a qi (romanización basada en chino mandarín). A veces se encuentra el término como wok chi en los libros de cocina occidentales.

## Características
Cuando se ejecuta de forma correcta el wok hei, la "esencia" de los alimentos se reparte y se dice de esta forma que el plato "tiene wok hei". Para proporcionar el wok hei los alimentos deben ser cocinados en el wok con una gran llama en el momento de ser removidos y agitados constante y rápidamente. En términos prácticos, el sabor se imparte a los alimentos debido a la caramelización y a la reacción de Maillards resultantes de exponer los alimentos a temperaturas bastante altas (aproximadamente más de 200 °C). A menudo se emplea una abundante cantidad de aceite para reforzar el efecto del wok hei, aunque a veces, la cantidad de aceite debe ser controlada de acuerdo a las necesidades del plato, ya que una cantidad inapropiada arruinaría el sabor de la preparación. De esta forma la comida preparada por este método queda bien salteada y con gran contenido de sabor.